# Franz Lothar Vollbracht
Franz Lothar Vollbracht (* 1. Mai 1817 in Hanau; † 28. Mai 1874 in Würzburg) war ein deutscher Kaufmann und Abgeordneter des Provinziallandtages der preußischen Provinz Hessen-Nassau.

## Leben
Franz Lothar Vollbracht wurde als Sohn des Braumeisters Johann Friedrich Vollbracht und dessen Ehefrau Henrtiette Karoline Michel geboren. In seinem Heimatort betrieb er ein Tabak- und Zigarrengeschäft, welches er 1865 verkaufte.
Am 6. Oktober 1868 wurde er mehrheitlich zum Abgeordneten des Kurhessischen Kommunallandtages des preußischen Regierungsbezirks Kassel gewählt. Dieser erteilte ihm aus seiner Mitte ein Mandat für den Provinziallandtag der Provinz Hessen-Nassau. 1870 legte er seine Mandate nieder.
Vollbracht war über Jahre stellvertretender Bürgermeister von Hanau.